# Saint-Valery-en-Caux
 Saint-Valery-en-Caux  es una comuna y  cantón (Cantón de Saint-Valery-en-Caux) en el  Dieppe, situada en el departamento de Sena Marítimo en la región de Normandía. Es conocida como la comuna de las "Cuatro Flores" debido al Concurso de ciudades y localidades floridas. Sus habitantes son llamados valericios.

## Geografía
Situado en el litoral del País de Caux a unos 60 kilómetros al norte de Ruan. Saint-Valery-en-Caux se encuentra a 30 kilómetros de Dieppe y de Fécamp y a 10 kilómetros de la central nuclear de Paluel, situada en Conteville.

## Características
Es un pequeño balneario equipado de un puerto, una biblioteca, un centro cultural (Le Rayon Vert), una piscina en el litoral, un casino con cine y club nocturno. También posee una iglesia de la Edad Media, un campanario (Saint Léger), un monasterio y una capilla.

## Historia

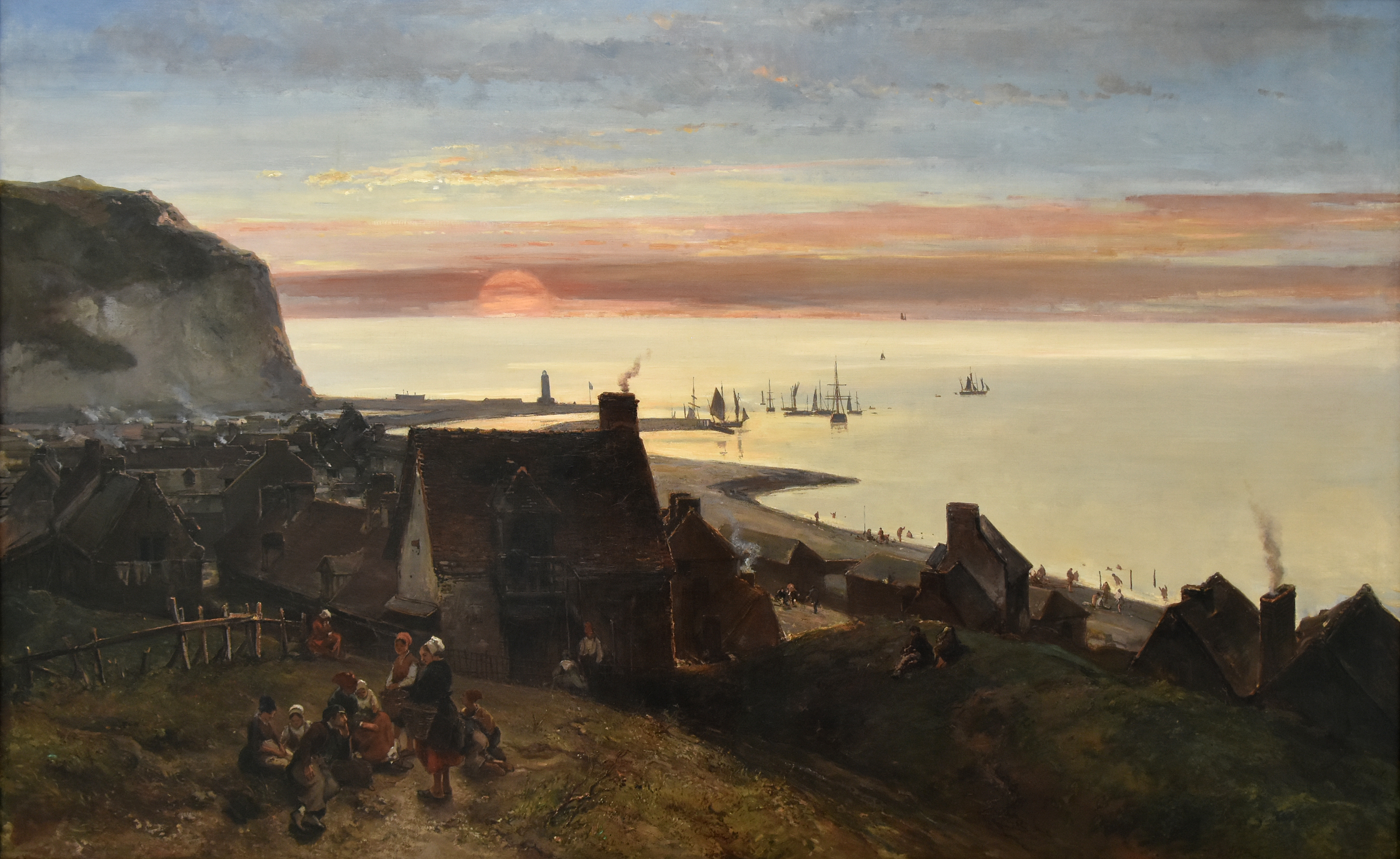
Vista de Saint-Valery-en-Caux en una pintura de Johan Barthold Jongkind del

El nombre Saint-Valery-en-Caux aparece por primera vez en un documento que data de 990, según la carta en la que el duque Ricardo I de Normandía, da una parte de su propiedad personal a la abadía de Fécamp. Esta carta desapareció, pero una copia del siglo II se conserva actualmente en la biblioteca de Ruan. Esta cita confirma la existencia de la ciudad al final del siglo X, pero el misterio sigue siendo la época en que se le dio su nombre. La leyenda de la creación de la ciudad dice que fue fundada en el siglo VII, con las campañas de evangelización desarrolladas bajo el impulso de los reyes francos. Valerio de Leuconay, fundador del monasterio de Leuconaüs (Saint-Valery-sur-Somme), fue llamado "el apóstol de los acantilados", quién llevó el evangelio a lo largo de la costa. De acuerdo con la misma leyenda, fundó un priorato en el valle de Néville, más tarde se construirá la iglesia de Saint-Valery-en-Caux. La población de la zona se asentó alrededor del priorato con el fin de seguir la práctica del culto, dando origen a la ciudad.

## Telecomunicaciones
En Saint-Valery-en-Caux, en el año 2000, se han instalado los relevadores de cable submarino de comunicación transatlántica TAT-14. Como tal, el sitio es considerado de importancia estratégica y vital para los Estados Unidos, según un documento secreto emanado de las revelaciones de los telegramas de la diplomacia estadounidense por WikiLeaks.

## Sitios y monumentos

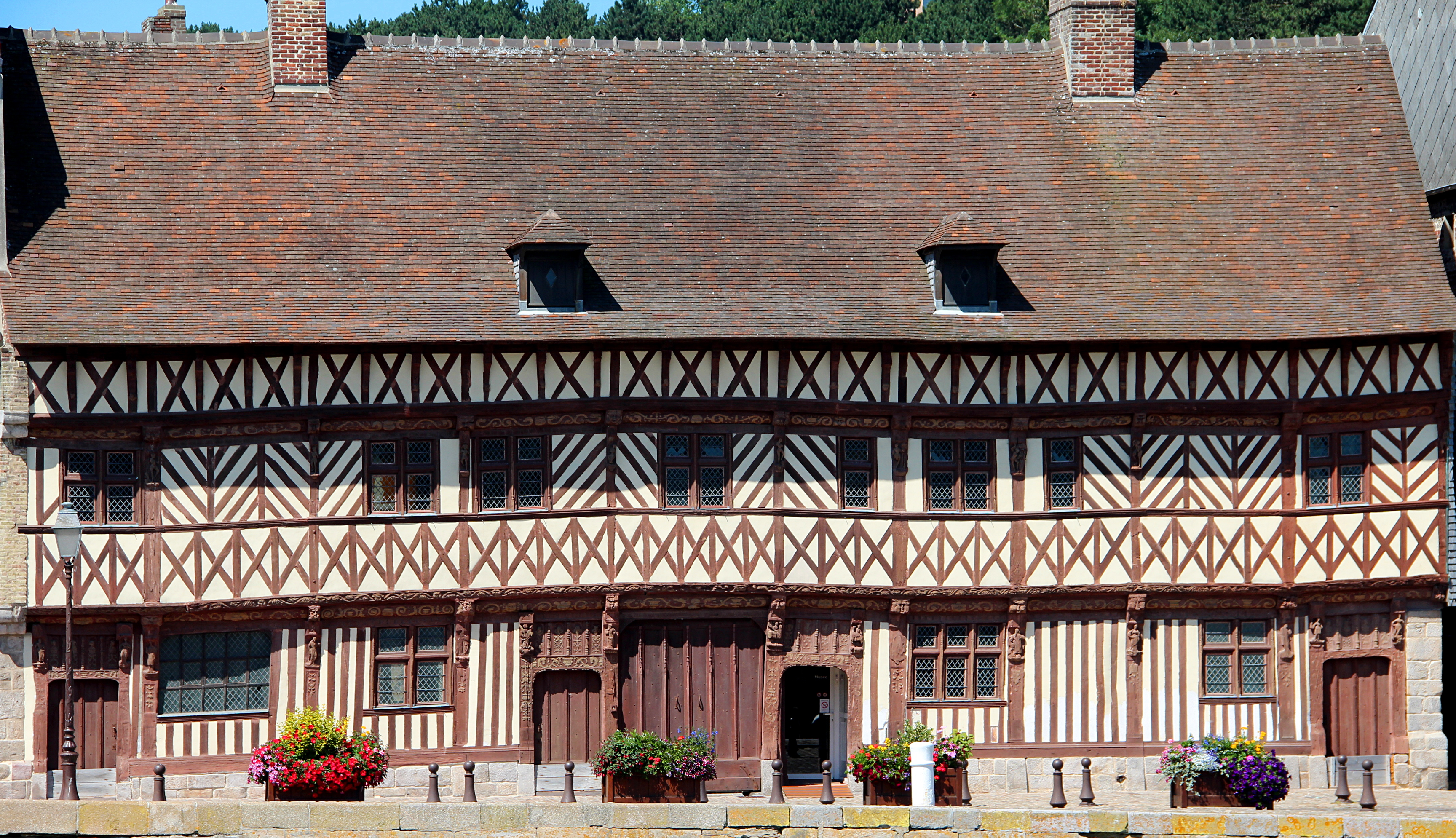
La casa "Enrique IV".

- Casa de madera llamada Enrique IV (1540), también conocida como el hogar Ladiré.
- Iglesia Notre-Dame-de-Saint-Valery-en-Caux.
- Cementerio militar de la Segunda Guerra Mundial.
- Claustro de los Pénitents fundado en el siglo XVII.
- Capilla de los Pénitents.
- Puerto.
- Faro.
- Campanario Saint-Léger.
- Capilla Notre-Dame-de-Bon-Port.

## Películas filmadas en la ciudad
- 2004: Arsène Lupin de Jean-Paul Salomé (secuencia del faro)
- 2009: Le nom des gens de Michel Leclerc (secuencia de la playa)

## Ciudades hermanadas
- Inverness (Reino Unido)
- Sontheim an der Brenz (Alemania)